# Zimmerleute des Waldes
Zimmerleute des Waldes è un documentario naturalistico del 1955 diretto da Heinz Sielmann e dedicato al picchio, uccello definito nel titolo "carpentiere delle foreste".
È stato presentato alla 5ª edizione del Festival di Berlino dove si è aggiudicato la Piccola targa d'oro come miglior cortometraggio.

## Riconoscimenti
- 1955 - Festival internazionale del cinema di Berlino

Piccola targa d'oro al miglior cortometraggio
- 1955 - Deutscher Filmpreis

Miglior film culturale in bianco e nero